# Prix Gélinotte
Prix Gélinotte är ett travlopp för 3-åriga varmblodiga ston som körs på Vincennesbanan utanför Paris i Frankrike varje år. Det går av stapeln samma dag som Prix Maurice de Gheest. Det är ett Grupp 2-lopp, det vill säga ett lopp av näst högsta internationella klass. Loppet körs över distansen 2700 meter. Förstapris är 54 000 euro, vilket gör loppet till ett av de större treåringsloppen i Frankrike.

## Vinnare
| År   | Häst               | Efter             | Kusk                 | Tränare               | Distans | Tid    |
| ---- | ------------------ | ----------------- | -------------------- | --------------------- | ------- | ------ |
| 2025 | Melba du Gers      | Prodigious        | Jean-Michel Bazire   | Jean-Michel Bazire    | 2 700 m | 1'15"0 |
| 2024 | Louisiane de Bomo  | Ready Cash        | Benjamin Rochard     | William Bigeon        | 2175 m  | 1'13"5 |
| 2023 | Kalamity d'Héripré | Un Mec d'Héripré  | Franck Nivard        | Fabrice Souloy        | 2175 m  | 1'13"0 |
| 2022 | Jazzy Perrine      | Django Riff       | Éric Raffin          | Tomas Malmqvist       | 2 700 m | 1'17"4 |
| 2021 | Inoubliable        | Prodigious        | Jean-Philippe Dubois | Philippe Moulin       | 2 700 m | 1'16"3 |
| 2020 | Havana d'Aurcy     | Royal Dream       | Jean-Michel Bazire   | Jean-Michel Bazire    | 2 700 m | 1'16"2 |
| 2019 | Green Grass        | Bold Eagle        | Gabriele Gelormini   | Sébastien Guarato     | 2 700 m | 1'15"6 |
| 2018 | Fly With Us        | Ready Cash        | Éric Raffin          | Philippe Allaire      | 2 700 m | 1'15"9 |
| 2017 | Eléa Madrik        | Goetmals Wood     | William Bigeon       | William Bigeon        | 2 700 m | 1'15"0 |
| 2016 | Diva du Mouchel    | The Best Madrik   | Franck Nivard        | Franck Leblanc        | 2 700 m | 1'20"8 |
| 2015 | Clairefontaine     | Quido du Goutier  | Bertrand Le Beller   | Bertrand Le Beller    | 2 700 m | 1'15"5 |
| 2014 | Be My Girl         | Love You          | Jos Verbeeck         | Philippe Allaire      | 2 700 m | 1'16"1 |
| 2013 | Axelle Dark        | Ready Cash        | Jos Verbeeck         | Philippe Allaire      | 2 700 m | 1'16"  |
| 2012 | Vanika du Ruel     | Jardy             | Franck Anne          | Franck Anne           | 2 700 m | 1'17"4 |
| 2011 | Upper Class        | Indy de Vive      | Johanna Lindqvist    | Philippe Allaire      | 2 700 m | 1'16"2 |
| 2010 | Texas Style        | Goetmals Wood     | Louis Baudron        | Louis Baudron         | 2 700 m | 1'16"3 |
| 2009 | Sanawa             | Jeanbat du Vivier | Bernard Piton        | Philippe Allaire      | 2 700 m | 1'17"6 |
| 2008 | Return Money       | Corot             | Thierry Duvaldestin  | Thierry Duvaldestin   | 2 700 m | 1'16"8 |
| 2007 | Qualita Bourbon    | Love You          | Jean-Pierre Dubois   | Jean-Pierre Dubois    | 2 700 m | 1'17"2 |
| 2006 | Pearl Queen        | Carpe Diem        | Thierry Duvaldestin  | Thierry Duvaldestin   | 2 700 m | 1'16"9 |
| 2005 | Orphéa de Nay      | Caribou du Ranch  | Jorma Kontio         | Fabrice Souloy        | 2 175 m | 1'15"2 |
| 2004 | Nina Madrik        | In Love With You  | Jean-Michel Bazire   | Fabrice Souloy        | 2 175 m | 1'17"1 |
| 2003 | Mahana             | Défi d'Aunou      | Jean-Pierre Dubois   | Jean-Pierre Dubois    | 2 175 m | 1'17"  |
| 2002 | Let's Go Darling   | Coktail Jet       | Jean-Pierre Dubois   | Jean-Pierre Dubois    | 2 175 m | 1'16"5 |
| 2001 | Kelle Île          | Don Paulo         | Franck Anne          | Franck Anne           | 2 175 m | 1'16"  |
| 2000 | Jonquille du Rib   | Tout Bon          | Joël Hallais         | Joël Hallais          | 2 175 m | 1'16"7 |
| 1999 | Island Dream       | Coktail Jet       | Jean-Pierre Dubois   | Jean-Pierre Dubois    | 2 175 m | 1'16"9 |
| 1998 | Harlotta           | And Arifant       | Jean-Étienne Dubois  | Jean-Étienne Dubois   | 2 175 m | 1'16"3 |
| 1997 | Gipsa d'Urzy       | Workaholic        | Jean-Michel Bazire   | Pierre-Desiré Allaire | 2 100 m | 1'17"5 |
| 1996 | Fleur du Rib       | Sancho Pança      | Joël Hallais         | Joël Hallais          | 2 100 m | 1'17"4 |
| 1995 | Exotiqua           | Le Ham            | Pierre Vercruysse    | Éric Prudhon          | 2 100 m | 1'17"7 |
| 1994 | Darling de Bougy   | Landoas           | Jean-Pierre Lefèbvre | Jean-Pierre Lefèbvre  | 2 100 m | 1'18"4 |
| 1993 | Classe de Tillard  | Workaholic        | Jean-Claude Hallais  | Jean-Claude Hallais   | 2 100 m | 1'18"4 |
| 1992 | Bluette d'Hilly    | Bellouet          | Jean-Étienne Dubois  | Jean-Étienne Dubois   | 2 300 m | 1'18"3 |